# 1844
1844 (MDCCCXLIV) byl rok, který dle gregoriánského kalendáře započal pondělím.

## Události
- 14. února – Svatba hraběnky Františky z Teby, sestry francouzské císařovny Evženie, s vévodou Jakubem z Alby v Madridu.
- 27. února – Dominikánská republika vyhlásila nezávislost na Haiti.
- 8. března – Zemřel švédský král Karel XIV. a na trůn nastoupil jeho syn Oskar I.
- 23. března – Vznikl Bahá’í kalendář.
- 23. května – Perský prorok Báb oznámil svá zjevení a vzniklo monoteistické náboženství bábismus.
- 6. června – Anglický filantrop George Williams založil křesťanské hnutí mladých lidí YMCA.
- 27. června – Zakladatel mormonismu Joseph Smith byl zabit v Illinois při pokusu o útěk z vězení.
- 3. července – Na ostrůvku Eldey u pobřeží Islandu byl zabit poslední žijící pár alky velké (Pinguinus impennis).
- 4.–14. srpna – Válka mezi Francií a Marokem skončila francouzským vítězstvím.
- 1. srpna – V Berlíně byla otevřena první německá zoologická zahrada.
- 28. srpna – V Paříži se poprvé setkali Friedrich Engels a Karl Marx.
- 1. listopadu – V Brennerském průsmyku v Alpách byla dána do provozu silnice spojující Innsbruck s Bolzanem.
- 13. listopadu – Maďarština byla vyhlášena jako úřední jazyk Uherska.
- 4. prosince – V amerických prezidentských volbách zvítězil demokratický guvernér Tennessee James K. Polk.
- Válka mezi Francií a Marokem
- Anglický badatel Charles Sturt vedl výpravu do střední Austrálie.

### Probíhající události
- 1817–1864 – Kavkazská válka

## Vědy a umění
- 24. května – Americký vynálezce Samuel Morse poslal z Washingtonu do Baltimoru první telegram.
- Chemik Karl Ernst Claus objevil chemický prvek ruthenium.
- Francouzský spisovatel Alexandre Dumas starší vydal první díl románu Tři mušketýři. 28. srpna začal také na pokračování vydávat román Hrabě Monte Cristo.

## Narození

### Česko

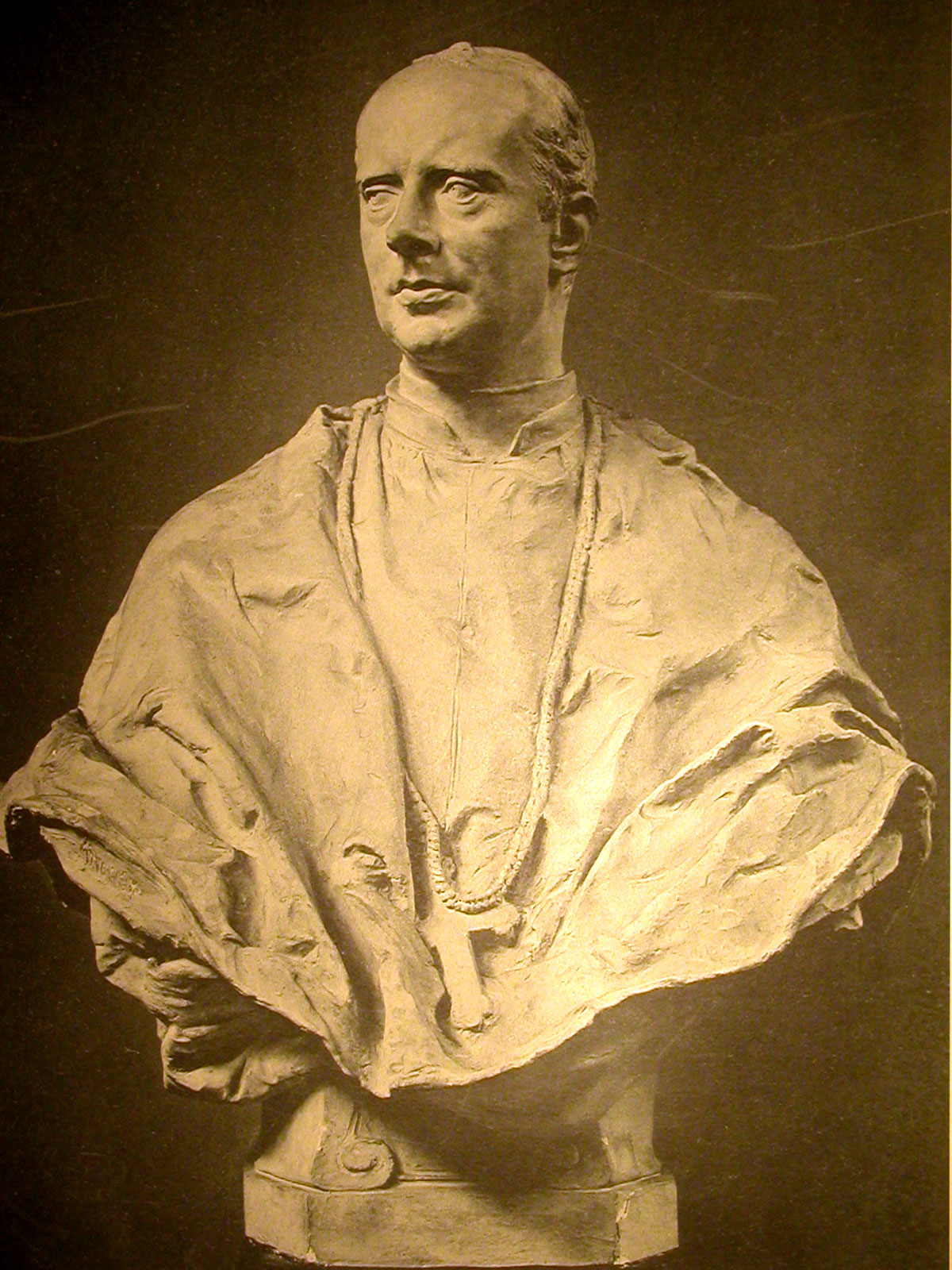
František Schönborn (* 24. ledna)

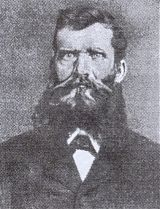
Antonín Baťa starší (* 1. srpna)

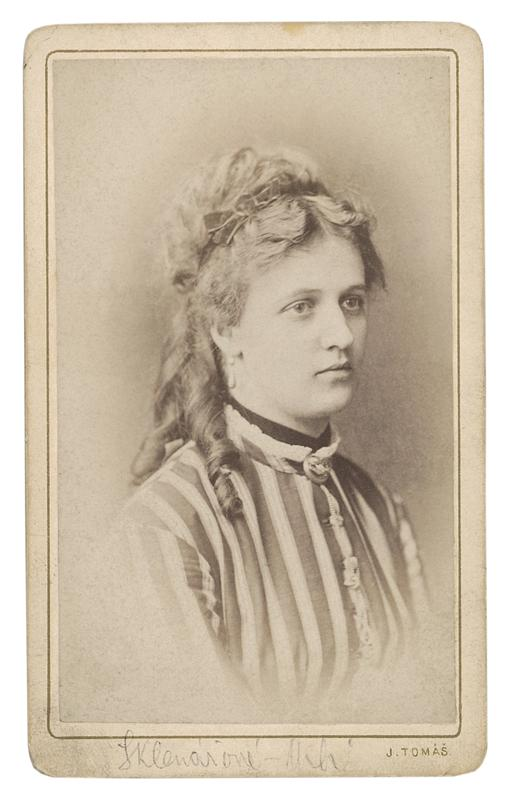
Otilie Sklenářová-Malá (* 12. prosince)

- 14. ledna – Václav Bělohradský, patolog († 5. října 1896)
- 19. ledna – Ferdinand Tadra, historik († 19. března 1910)
- 24. ledna – František Schönborn, pražský arcibiskup a kardinál († 25. června 1899)
- 17. února – Josef Bernard, podnikatel a politik († 7. července 1905)
- 20. února – Antonín Kotěra, pedagog, zakladatel obchodní školy v Plzni († 2. srpna 1909)
- 25. února – Jindřich Kafka, vídeňský skladatel českého původu († 2. dubna 1917)
- 26. února – Josef Karlík, poslanec Českého zemského sněmu, starosta Blovic († 18. července 1915)
- 4. března – Vratislav Kazimír Šembera, básník a novinář († 4. prosince 1891)
- 12. března – Mořic Stanislav Anger, dirigent a skladatel († 2. srpna 1905)
- 13. března – Arnošt Chotek z Chotkova, dirigent a skladatel († 24. ledna 1927)
- 14. března – Jan Machytka, architekt († 28. července 1887)
- 18. března – Rudolf Knoll, právník a politik († 23. dubna 1914)
- 22. března – Emanuel Kusý, lékař – hygienik († 20. prosince 1905)
- 30. března – Philipp Terč, česko-německý lékař, zakladatel apiterapie († 28. října 1917)
- 2. dubna – Vojtěch Kryšpín, učitel a literární historik († 26. března 1920)
- 7. dubna – Friedrich Heidler, poslanec Moravského zemského sněmu († 6. dubna 1897)
- 12. dubna – Beneš Knüpfer, malíř († 18. listopadu 1910)
- 13. dubna
  - Jan Hřímalý, houslista a hudební pedagog († 11. ledna 1915)
  - František Stejskal-Lažanský, novinář a překladatel († 14. července 1887)
- 16. dubna – Josef Dumek, zemědělský pedagog a spisovatel († 14. prosince 1903)
- 20. dubna – Vojtěch Král z Dobré Vody, heraldik, sfragistik a cvičitel Sokola († 6. července 1913)
- 27. dubna
  - Ctibor Helcelet, politik († 17. října 1904)
  - Jan Zacpal, novinář a národní buditel († 15. března 1888)
- 9. května – Adolf Posselt, poslanec Českého zemského sněmu a starosta Jablonce nad Nisou († 13. dubna 1926)
- 7. června – Alois Elhenický, stavitel, architekt a politik († 23. října 1915)
- 9. června – Anton Aigner, poslanec Českého zemského sněmu, starosta Frýdlantu († 25. dubna 1912)
- 14. června – Ondřej Červíček, herec a principál († 16. února 1928)
- 25. června – Karl Max Zedtwitz, šlechtic a politik († 25. března 1908)
- 31. července – Hynek Pelc, lékař, organizátor zdravotní péče († 9. srpna 1915)
- 1. srpna – Josef Brož, pražský učitel a kartograf († 27. listopadu 1930)
- 13. srpna – Antonín Baťa starší, zakladatel obuvnické dynastie Baťů († 5. září 1905)
- 17. srpna – Antonín Gruda, katolický kněz, právník a národní buditel († 28. února 1903)
- 18. srpna – Josef Reinsberg, lékař, politik, rektor Univerzity Karlovy († 29. ledna 1930)
- 22. září – Gustav Brosch, rakouský důstojník a polárník († 18. srpna 1924)
- 4. října – Franz Hantschel, český, německy píšící lékař a vlastivědný pracovník († 23. února 1940)
- 20. října – Emanuel Engel, lékař a politik († 26. října 1907)
- 11. listopadu – Josef Jiří Stankovský, divadelník, spisovatel a dramatik († 10. prosince 1879)
- 18. listopadu – Zdenko Schubert von Soldern, česko-rakouský architekt a kunsthistorik († 29. března 1922)
- 19. listopadu – Johann Kiemann, právník a politik německé národnosti, poslanec Českého zemského sněmu († 10. května 1919)
- 22. listopadu – František Ringhoffer III., podnikatel, poslanec Českého zemského sněmu († 23. července 1909)
- 8. prosince – Vojtěch Frič právník a politik († 12. října 1918)
- 12. prosince – Otilie Sklenářová-Malá, herečka († 23. února 1912)
- 22. prosince – Josef Tschan, právník a politik († květen 1908)
- 24. prosince – František Borgia Krásl, metropolitní probošt, zemský prelát, historik a spisovatel († 27. července 1907)

### Svět

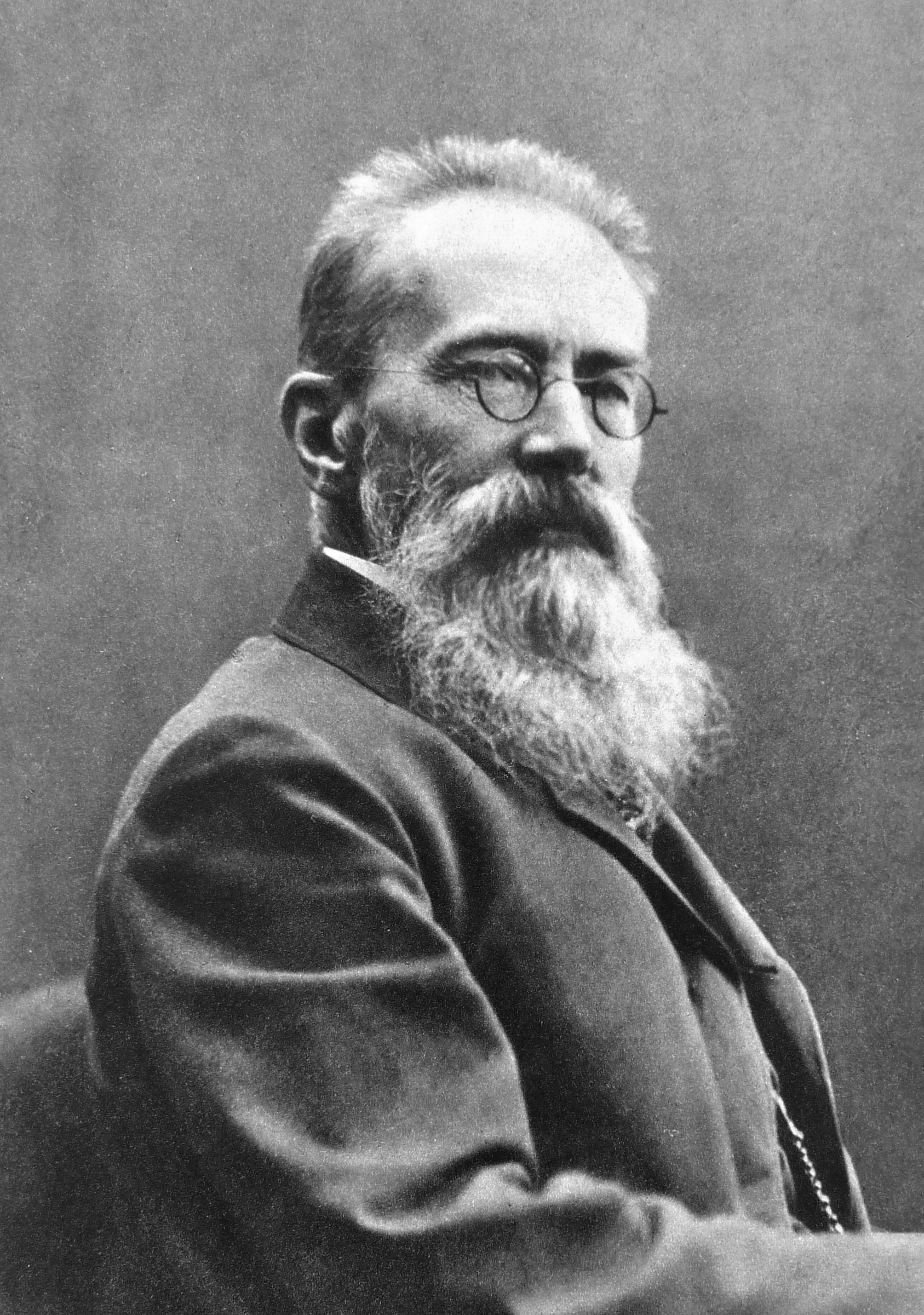
Nikolaj Andrejevič Rimskij-Korsakov (* 18. března)

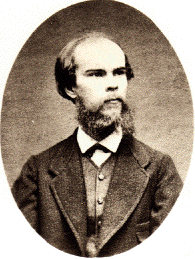
Paul Verlaine (* 30. března)

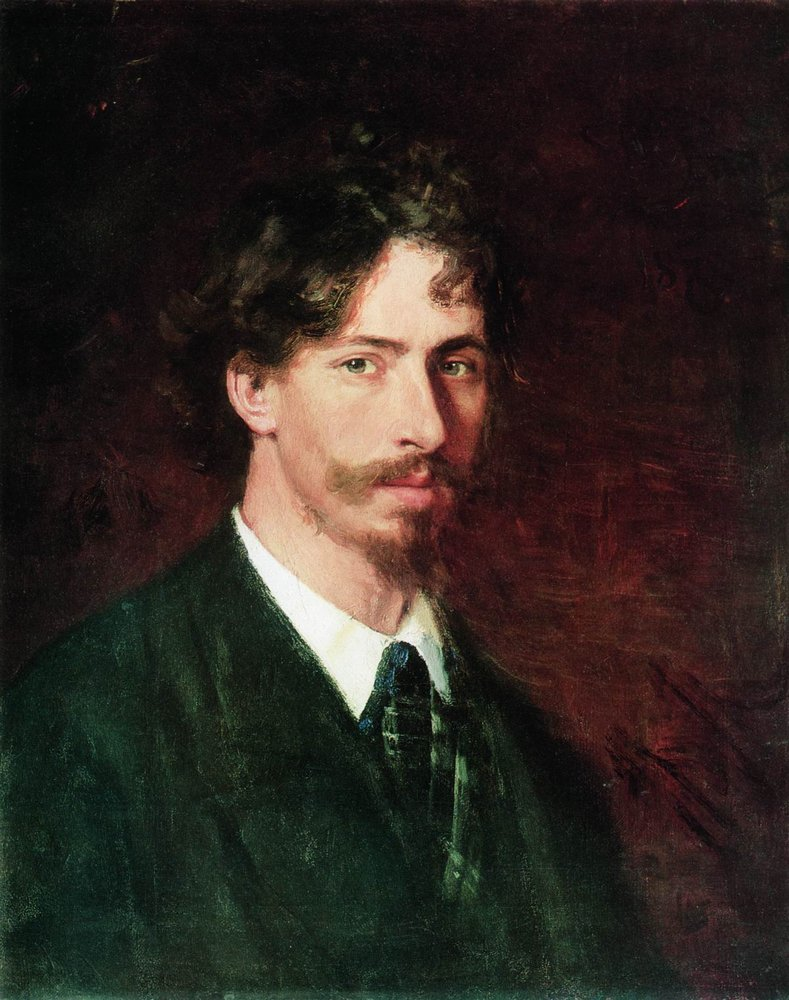
Ilja Repin (* 5. srpna)

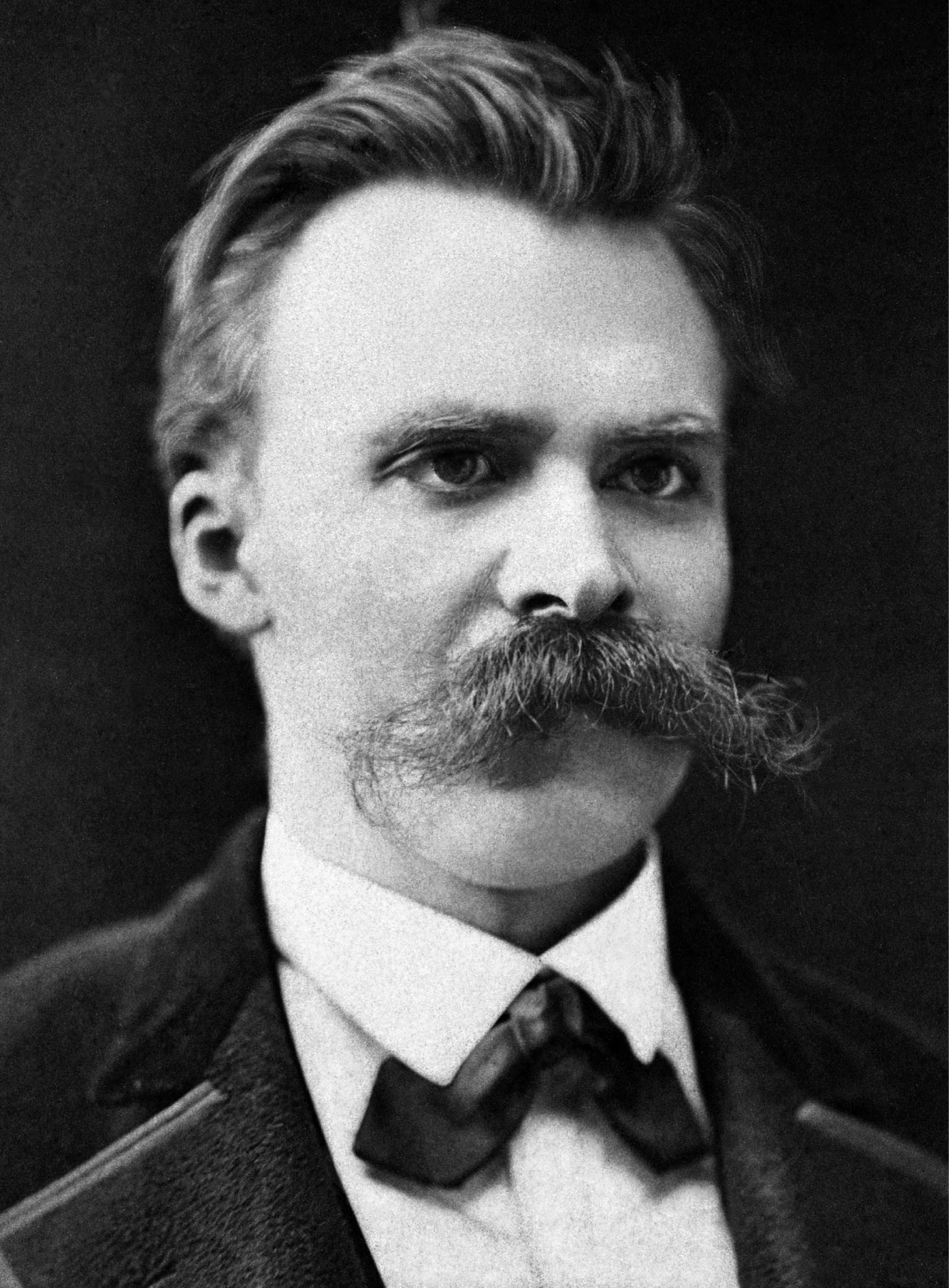
Friedrich Nietzsche (* 15. října)

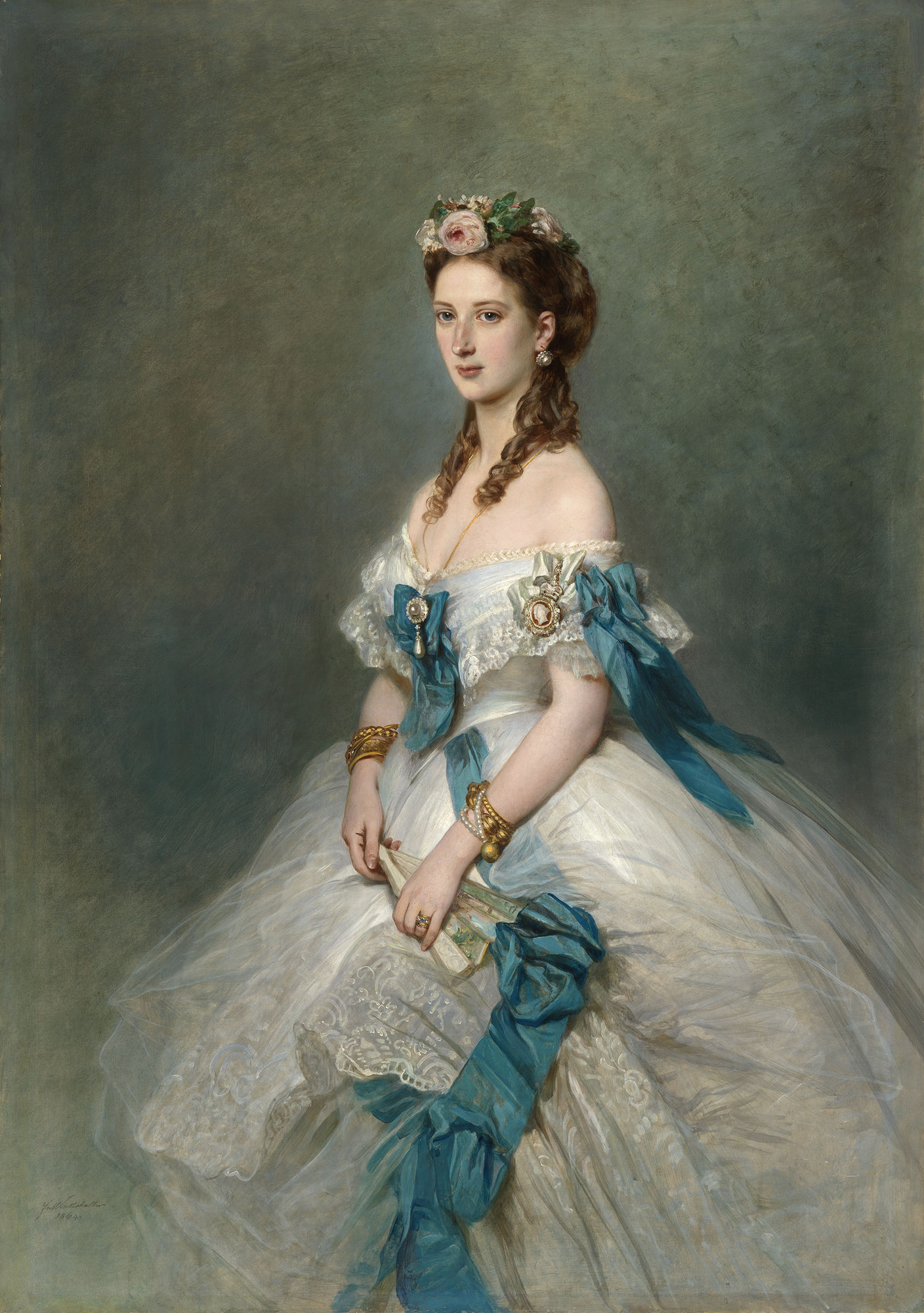
Alexandra Dánská (* 1. prosince)

- 4. ledna – Julius Zupitza, německý anglista († 6. července 1895)
- 16. ledna – Franz Neumann, rakouský architekt († 1. února 1905)
- 17. ledna – Vasilij Maximovič Maximov, ruský realistický malíř († 1. prosince 1911)
- 23. ledna – Paul Brousse, francouzský socialista, anarchista († 1. dubna 1912)
- 25. ledna – Jekatěrina Breško-Breškovská, ruská revolucionářka († 12. září 1934)
- 27. ledna – Giacomo Di Chirico, italský malíř († 26. prosince 1883)
- 29. ledna – Heinrich von Wittek, předlitavský politik († 9. dubna 1930)
- 1. února
  - Eduard Strasburger, polsko-německý botanik († 18. května 1912)
  - Granville Stanley Hall, americký dětský psycholog († 24. dubna 1924)
- 17. února – Bernadette Soubirous, katolická světice z Lurd († 16. dubna 1879)
- 20. února
  - Ludwig Boltzmann, rakouský fyzik († 5. září 1906)
  - Mihály Munkácsy, maďarský malíř († 1. května 1900)
- 21. února – Charles-Marie Widor, francouzský varhaník a skladatel († 12. března 1937)
- 27. února – Franz Xaver von Schönaich, předlitavský generál a politik († 26. ledna 1916)
- 4. března – Josip Jurčič, slovinský spisovatel († 3. května 1881)
- 6. března – Ludwig Wrba, předlitavský politik († 20. srpna 1927)
- 9. března – Josef von Dipauli, tyrolský šlechtic a politik († 29. ledna 1905)
- 10. března – Pablo de Sarasate, španělský houslista a hudební skladatel († 20. září 1908)
- 14. března – Umberto I., Dobrý, italský král († 29. července 1900)
- 15. března – Wilhelm J. Burger, rakouský fotograf a malíř († 10. března 1920)
- 17. března – Josef Neumayer, poslanec a starosta Vídně († 25. května 1923)
- 18. března – Nikolaj Andrejevič Rimskij-Korsakov, ruský hudební skladatel († 21. června 1908)
- 24. března – Camille Lemonnier, belgický spisovatel († 13. června 1913)
- 25. března – Adolf Engler, německý botanik († 10. října 1930)
- 30. března – Paul Verlaine, francouzský básník († 8. ledna 1896)
- 31. března – Andrew Lang, skotský antropolog, spisovatel a folklorista († 20. července 1912)
- 7. dubna – André Laurie, francouzský spisovatel († 9. dubna 1909)
- 14. dubna – Marie Imakuláta Neapolsko-Sicilská, princezna bourbonská a arcivévodkyně rakouská († 18. února 1899)
- 16. dubna – Anatole France, francouzský básník a spisovatel, nositel Nobelovy ceny († 12. října 1924)
- 27. dubna – Alois Riehl, rakouský filosof († 21. listopadu 1924)
- 17. května – Julius Wellhausen, německý protestantský teolog († 7. ledna 1918)
- 21. května – Henri Rousseau, francouzský malíř († 2. září 1910)
- 22. května – Mary Cassattová, americká malířka († 14. června 1926)
- 23. května – 'Abdu'l-Bahá, nejstarší syn zakladatele víry Bahá’í († 28. listopadu 1921)
- 24. května – Ivan Osipovič Jarkovskij, ruský astronom († 22. ledna 1902)
- 3. června
  - Detlev von Liliencron, německý básník, dramatik a spisovatel († 22. července 1909)
  - Garret Hobart, 24. viceprezident USA († 21. listopadu 1899)
- 24. června – Placido Riccardi, italský řeholník, blahoslavený katolické církve († 25. března 1915)
- 28. června – Gerard Manley Hopkins, anglický jezuita, teolog, filolog a básník († 8. července 1889)
- 1. července – Petr I. Karađorđević, srbský král († 16. srpna 1921)
- 17. července – George Barker, kanadsko-americký fotograf († 27. listopadu 1894)
- 25. července – Thomas Eakins, americký výtvarný umělec († 25. června 1916)
- 28. července – Vincze von Borbás, maďarský botanik († 7. července 1905)
- 5. srpna – Ilja Repin, ruský malíř a sochař († 29. září 1930)
- 6. srpna – Alfréd Sasko-Kobursko-Gothajský, člen britské královské rodiny († 30. července 1900)
- 13. srpna – Friedrich Miescher, švýcarský lékař a přírodovědec († 26. srpna 1895)
- 15. srpna – Ján Kršák, slovenský spisovatel a překladatel († 7. června 1919)
- 17. srpna – Menelik II., etiopský císař († 12. prosince 1913)
- 30. srpna – Friedrich Ratzel, německý zoolog a geograf († 9. srpna 1904)
- 28. září – Otto Wunder, německý fotograf († 1921)
- 15. října – Friedrich Nietzsche, německý filozof († 25. srpna 1900)
- 17. října – Gustave Schlumberger, francouzský historik a numismatik († 9. května 1929)
- 22. října
  - Sarah Bernhardt, francouzská herečka († 26. března 1923)
  - Louis Riel, kanadský politik († 16. listopadu 1885)
- 23. října – Édouard Branly, francouzský fyzik († 24. března 1940)
- 24. října – Karl Lueger, starosta Vídně († 10. března 1910)
- 25. října – Viktor Oskar Tilgner, rakouský sochař a portrétista († 16. dubna 1896)
- 27. října – Klas Pontus Arnoldson, švédský spisovatel, nositel Nobelovy cenu míru († 20. února 1916)
- 2. listopadu – Mehmed V., osmanský sultán († 3. července 1918)
- 13. listopadu – Nikodim Pavlovič Kondakov, ruský historik umění († 17. února 1925)
- 25. listopadu – Karl Benz, německý automobilový konstruktér († 4. dubna 1929)
- 27. listopadu – Eugène Ducretet, francouzský vynálezce († 23. srpna 1915)
- 1. prosince – Alexandra Dánská, britská královna († 20. listopadu 1925)
- 3. prosince – Vladan Đorđević, srbský politik, lékař, spisovatel a předseda vlády († 18. srpna 1930)
- 8. prosince – Jozef Bahéry, slovenský hudební skladatel († 12. března 1931)
- 9. prosince – Münire Sultan, osmanská princezna, dcera sultána Abdülmecida I. († 29. července 1862)
- 12. prosince – Johann Peter Theodor Janssen, německý malíř († 19. února 1908)
- 31. prosince – Charles A. Coffin, první prezident společnosti General Electric († 14. července 1926)
- ? – Walston Caselton, britský fotograf († 1923)
- ? – Lala Deen Dayal, indický fotograf († 5. července 1910)
- ? – James Ricalton, cestovatel, vynálezce a fotograf († 28. října 1929)
- ? – Charles Romley Alder Wright, britský chemik († 25. července 1894)
- ? – Mevhibe Kadınefendi, první manželka osmanského sultána Murada V. († 1936)

## Úmrtí

### Česko
- 23. ledna – František Pettrich, česko-německý sochař (* 29. srpna 1770)
- 12. února – Jan Nepomuk Štěpánek, herec a překladatel (* 19. května 1783)
- 26. července – Jan Alois Sudiprav Rettig, právník a obrozenecký spisovatel (* 21. července 1774)
- 27. září – Jan Svoboda, pedagog (* 1. října 1803)
- 18. listopadu – Antonín Machek, portrétista (* 31. října)

### Svět

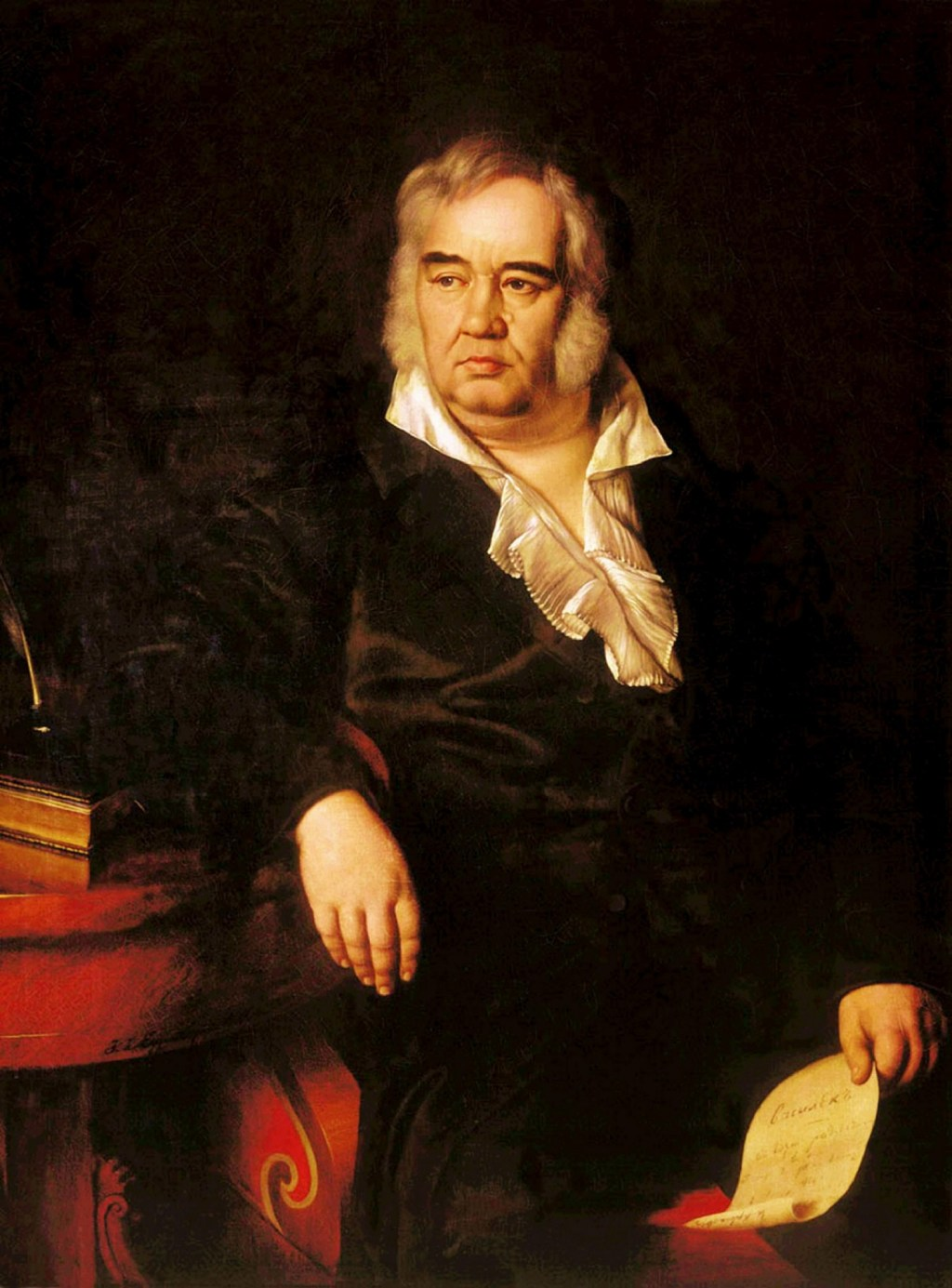
Ivan Andrejevič Krylov († 21. listopadu)

- 1. ledna – George Harpur Crewe, anglický politik (* 1. února 1795)
- 13. ledna – Joseph Strutt, anglický filantrop (pokřtěn 19. září 1765)
- 15. ledna – Henri-Gatien Bertrand, francouzský napoleonský maršál (* 28. března 1773)
- 25. ledna – Jean-Baptiste Drouet d'Erlon, francouzský generál (* 29. července 1765)
- 27. ledna – Cecilie Švédská, švédská princezna a hudební skladatelka (* 22. června 1807)
- 15. února – Henry Addington, britský státník (* 30. května 1757)
- 23. února – Thomas Wallace, anglický politik (* 1768)
- 8. března – Karel XIV., francouzský maršál, později švédský a norský král (* 26. ledna 1763)
- 24. března – Bertel Thorvaldsen, dánský sochař (* 19. listopadu 1770)
- 3. dubna – Heman A. Moore, americký politik (* 27. srpna 1809)
- 22. dubna – Henri-Montan Berton, francouzský hudební skladatel, houslista a dirigent (* 17. září 1767)
- 2. května – William Thomas Beckford, anglický spisovatel, mecenáš a politik (* 1. října 1760)
- 3. června – Ludvík Antonín, vévoda z Angoulême, poslední francouzský dauphin (* 6. srpna 1775)
- 15. červen – Thomas Campbell, skotský básník (* 27. červenec 1777)
- 19. června – Étienne Geoffroy Saint-Hilaire, francouzský přírodovědec (* 15. dubna 1772)
- 27. června – Joseph Smith ml., zakladatel mormonské církve (* 23. prosince 1805)
- 11. července – Jevgenij Abramovič Baratynskij, ruský básník (* 2. března 1800)
- 27. července – John Dalton, britský chemik a fyzik (* 6. září 1766)
- 28. července – Josef Bonaparte, neapolský a španělský král, bratr Napoleona Bonaparte (* 7. ledna 1768)
- 29. července – Franz Xaver Wolfgang Mozart, rakouský skladatel, syn W. A. Mozarta (* 26. července 1791)
- 4. srpna – Jacob Aall, norský podnikatel a politik (* 27. července 1773)
- 11. srpna – Jernej Kopitar, slovinský jazykovědec a buditel (* 21. srpna 1780)
- 24. srpna – Áron Chorin, maďarský reformní rabín (* 3. srpna 1766)
- 30. srpna – Francis Baily, anglický astronom (* 28. dubna 1774)
- 2. září – Vincenzo Camuccini, italský malíř (* 22. února 1771)
- 18. listopadu – José Rondeau, argentinský uruguayský politik a voják (* 4. března 1773)
- 21. listopadu – Ivan Andrejevič Krylov, ruský autor bajek (* 1769)
- 26. listopadu – Gustaf Johan Billberg, švédský botanik, zoolog a anatom (* 14. června 1772)

## Hlavy států

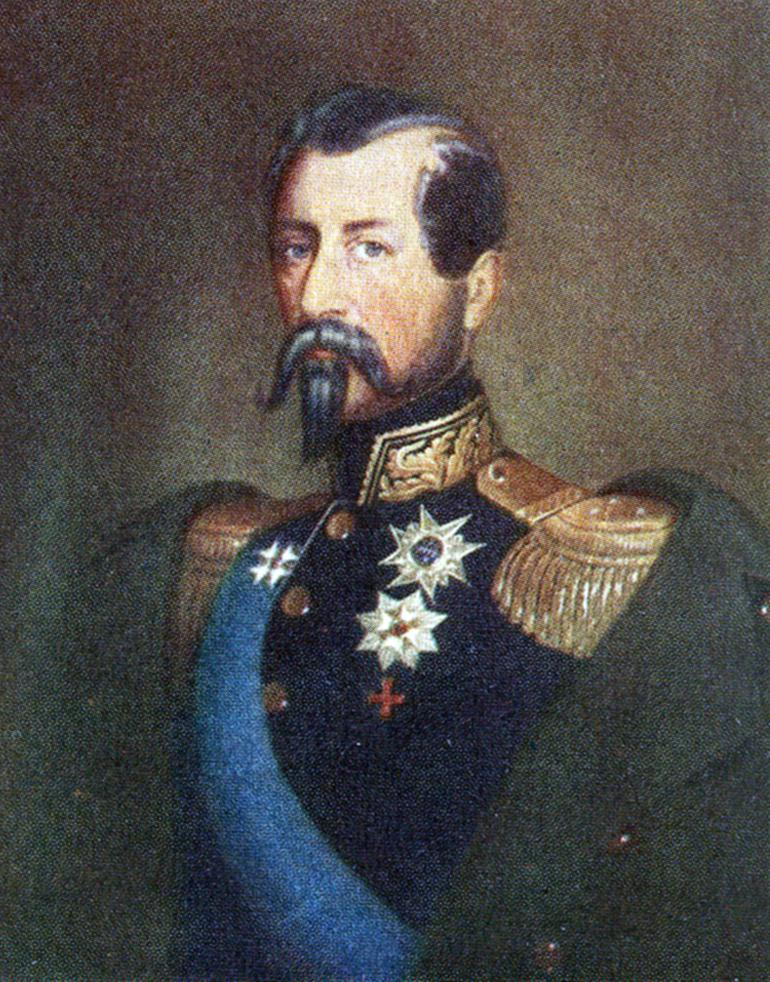
Švédským králem se stal Oskar I.

- Francie – Ludvík Filip (1830–1848)
- Království obojí Sicílie – Ferdinand II. (1830–1859)
- Osmanská říše – Abdülmecid I. (1839–1861)
- Prusko – Fridrich Vilém IV. (1840–1861)
- Rakouské císařství – Ferdinand I. (1835–1848)
- Rusko – Mikuláš I. (1825–1855)
- Spojené království – Viktorie (1837–1901)
- Španělsko – Isabela II. (1833–1868)
- Švédsko – Karel XIV. (1818–1844) do 8. března / Oskar I. (1844–1859) od 8. března
- USA – John Tyler (1841–1845)
- Papež – Řehoř XVI. (1830–1846)
- Japonsko – Ninkó (1817–1846)
- Lombardsko-benátské království – Rainer Josef Habsbursko-Lotrinský